# Harrison Ford
Harrison Ford (Chicago, 13 de julho de 1942) é um ator norte-americano. Considerado um ícone cultural cinematográfico, ele estrelou muitos filmes ao longo de sete décadas e é um dos atores de maior bilheteria do mundo. Os elogios de Ford incluem indicações ao Oscar, ao BAFTA, ao Emmy Awards, a dois Screen Actors Guild Awards e a cinco Globos de Ouro, e ele recebeu o AFI Life Achievement Award, o Cecil B. DeMill Honorário , o Prêmio César Honorário , a Palma de Ouro Honorária e foi homenageado como uma Disney legend em 2024. conhecido por atuar como Han Solo na saga Star Wars, Indiana Jones na franquia Indiana Jones e Rick Deckard em Blade Runner e Blade Runner 2049.
Após estrear nas telas em 1966 e desempenhar papéis coadjuvantes nos filmes American Graffiti (1973) e The Conversation (1974), Ford alcançou o estrelato mundial ao interpretar Han Solo no filme de ópera espacial Star Wars (1977), papel que reprisou em cinco filmes da franquia homônima, abrangendo as quatro décadas seguintes. Ele também recebeu reconhecimento por sua interpretação do personagem-título na franquia Indiana Jones (1981-2023), Rick Deckard na franquia Blade Runner (1982-2017) e Jack Ryan nos filmes de ação e suspense Patriot Games (1992) e Clear and Present Danger  (1994). Esses papéis o consolidaram como um herói de ação e uma das estrelas mais lucrativas de Hollywood do final da década de 1970 ao início dos anos 2000.
A atuação de Ford no filme de suspense Witness (1985) lhe rendeu sua única indicação ao Oscar de Melhor Ator. Seus outros filmes incluem The Mosquito Coast (1986), Working Girl (1988), Presumed Innocent (1990), The Fugitive (1993), Sabrina (1995), The Devil's Own (1997), Air Force One (1997), Six Days, Seven Nights (1998), What Lies Beneath (2000), K-19: The Widowmaker (2002), Cowboys & Aliens (2011), 42 (2013), The Age of Adaline (2015) e Captain America: Brave New World (2025). Ford também estrelou a série de faroeste da Paramount+ 1923 (2022–2025) e a série de comédia da Apple TV+ Shrinking (2023–presente).
Além de atuar, Ford é um piloto licenciado. Ele frequentemente auxiliou os serviços de emergência em missões de resgate perto de sua casa em Wyoming e presidiu um programa de educação em aviação para jovens de 2004 a 2009. Ford também é um ativista ambiental, tendo atuado como vice-presidente inaugural da Conservation International desde 1991. Ford is also an environmental activist, having served as the inaugural vice chair of Conservation International since 1991.

## Biografia
Filho de pai irlandês e mãe judia-russa, Ford frequentou a faculdade de Inglês e Filosofia. Estreou no cinema em 1966, fazendo uma ponta em O ladrão Conquistador. Desanimado com a sucessão de papéis insignificantes e com mulher e dois filhos para sustentar, Harrison Ford largou tudo em 1970, para ser carpinteiro. Porém, um de seus fregueses intercedeu junto ao diretor George Lucas para que ele fosse escolhido para o elenco de American Graffiti - Loucuras de Verão, que se revelou um estrondoso sucesso. Então, em 1973, ele retornou ao cinema, de onde não saiu mais.
Quatro anos depois, Ford tornou-se mais conhecido com o papel de Han Solo em Star Wars. O personagem Indiana Jones, em Raiders of the Lost Ark, de Steven Spielberg, em 1981, consolidou sua posição de estrela. Ele voltou a encarnar o papel de Indiana em outras três sequências da série. Em 1982, ele interpretou Deckard no clássico filme de ficção científica Blade Runner, do diretor Ridley Scott. Em 1986, Ford foi nomeado para o Óscar de Melhor Ator, por Witness.
Harrison Ford possui dois recordes no Guinness Book, o de ator que gerou o maior lucro de bilheteria e o de ator a ter o maior número de filmes que ultrapassaram a marca de cem milhões de dólares nas bilheterias dos Estados Unidos. Possui uma estrela na Calçada da Fama, localizada em 6801 Hollywood Boulevard.
O seu primeiro casamento, com Mary Marquardt, durou de 1964 a 1979, e nasceram dois filhos. O segundo casamento, em 1983, com a roteirista do filme E.T. the Extra-Terrestrial, Melissa Mathison, terminou em novembro de 2004, e eles também tiveram dois filhos.
Atualmente, está com a atriz Calista Flockhart, com quem se casou em 15 de junho de 2010, após oito anos de relacionamento.
Também fez Indiana Jones na série de tv The Young Indiana Jones Chronicles, no episódio "Mistérios do Blues".

## Filmografia
| Ano  | Título original                                    | Título no Brasil                               | Título em Portugal                             | Papel                     |
| ---- | -------------------------------------------------- | ---------------------------------------------- | ---------------------------------------------- | ------------------------- |
| 1966 | Dead Heat on a Merry-Go-Round                      | O Ladrão Conquistador                          | O Ladrão Conquistador                          | Bellhop Pager             |
| 1967 | Luv                                                | Essa Coisa, O Amor                             | Essa Coisa, O Amor                             | Motorista Irate           |
| 1967 | A Time for Killing                                 | A Grande Cilada                                | A Grande Cilada                                | Lt. Shaffer               |
| 1968 | Journey to Shiloh                                  | Seis Não Regressaram                           | Seis Não Regressaram                           | Willie Bill Bearden       |
| 1970 | Getting Straight                                   | À Procura da Verdade                           | À Procura da Verdade                           | Jake                      |
| 1970 | Zabriskie Point                                    | Zabriskie Point                                | Zabriskie Point                                | Estudante                 |
| 1973 | American Graffiti                                  | Loucuras de Verão                              | Nova Geração                                   | Bob Falfa                 |
| 1974 | The Conversation                                   | A Conversação                                  | O Vigilante                                    | Martin Stett              |
| 1977 | Heroes                                             | Heróis sem Causa                               | Heróis                                         | Ken Boyd                  |
| 1977 | Star Wars: Episode IV - A New Hope                 | Star Wars: Episódio IV - Uma Nova Esperança    | Star Wars: Episódio IV - Uma Nova Esperança    | Han Solo                  |
| 1978 | Force 10 from Navarone                             | Comando 10 de Navarone                         | Comando 10 de Navarone                         | Barnsby                   |
| 1979 | More American Graffiti                             | E a Festa Acabou                               | E a Festa Acabou                               | Bob Falfa                 |
| 1979 | The Frisco Kid                                     | O Rabino e o Pistoleiro                        | O Rabino e o Pistoleiro                        | Tommy Lillard             |
| 1979 | Hanover Street                                     | Amor em Chamas                                 | Amor em Chamas                                 | David Halloran            |
| 1979 | Apocalypse Now                                     | Apocalypse Now                                 | Apocalypse Now                                 | Major Lucas               |
| 1980 | Star Wars: Episode V - The Empire Strikes Back     | Star Wars: Episódio V - O Império Contra-Ataca | Star Wars: Episódio V - O Império Contra-Ataca | Han Solo                  |
| 1981 | Raiders of the Lost Ark                            | Indiana Jones e Os Caçadores da Arca Perdida   | Indiana Jones e Os Salteadores da Arca Perdida | Indiana Jones             |
| 1982 | Blade Runner                                       | Blade Runner, o Caçador de Andróides           | Perigo Iminente                                | Rick Deckard              |
| 1983 | Star Wars: Episode VI – Return of the Jedi         | Star Wars: Episódio VI - O Retorno de Jedi     | Star Wars: Episódio VI - O Regresso de Jedi    | Han Solo                  |
| 1984 | Indiana Jones and the Temple of Doom               | Indiana Jones e o Templo da Perdição           | Indiana Jones e o Templo Perdido               | Indiana Jones             |
| 1985 | Witness                                            | A Testemunha                                   | A Testemunha                                   | John Book                 |
| 1986 | The Mosquito Coast                                 | A Costa do Mosquito                            | A Costa do Mosquito                            | Allie Fox                 |
| 1988 | Frantic                                            | Busca Frenética                                | Frenético                                      | Dr. Richard Walker        |
| 1988 | Working Girl                                       | Uma Secretária de Futuro                       | Uma Mulher de Sucesso                          | Jack Trainer              |
| 1989 | Indiana Jones and the Last Crusade                 | Indiana Jones e a Última Cruzada               | Indiana Jones e a Grande Cruzada               | Indiana Jones             |
| 1990 | Presumed Innocent                                  | Acima de Qualquer Suspeita                     | Presumível Inocente                            | Rusty Sabich              |
| 1991 | Regarding Henry                                    | Uma Segunda Chance                             | O Regresso de Henry                            | Henry Turner              |
| 1992 | Patriot Games                                      | Jogos Patrióticos                              | Jogos de Poder, o Atentado                     | Jack Ryan                 |
| 1993 | The Fugitive                                       | O Fugitivo                                     | O Fugitivo                                     | Richard Kimble            |
| 1994 | Clear and Present Danger                           | Perigo Real e Imediato                         | Perigo Imediato                                | Jack Ryan                 |
| 1995 | Sabrina                                            | Sabrina                                        | Sabrina                                        | Linus Larrabee            |
| 1997 | Air Force One                                      | Força Aérea Um                                 | Força Aérea 1                                  | Presidente James Marshall |
| 1997 | The Devil's Own                                    | Inimigo Íntimo                                 | Perigo Íntimo                                  | Tom O'Meara               |
| 1998 | Six Days, Seven Nights                             | Seis dias, Sete noites                         | 6 Dias 7 Noites                                | Quinn Harris              |
| 1999 | Random Hearts                                      | Destinos Cruzados                              | Encontro Acidental                             | Dutch Van Den Broeck      |
| 2000 | What Lies Beneath                                  | Revelação                                      | A Verdade Escondida                            | Norman Spencer            |
| 2002 | K-19: The Widowmaker                               | K-19: The Widowmaker                           | K-19                                           | Cap. Alexei Vostrikov     |
| 2003 | Hollywood Homicide                                 | Divisão de Homicídios                          | Homicídio em Hollywood                         | Sgt. Joe Gavilan          |
| 2006 | Firewall                                           | Firewall - Segurança em Risco                  | Firewall                                       | Jack Stanfield            |
| 2008 | Indiana Jones and the Kingdom of the Crystal Skull | Indiana Jones e o Reino da Caveira de Cristal  | Indiana Jones e o Reino da Caveira de Cristal  | Indiana Jones             |
| 2009 | Crossing Over                                      | Território Restrito                            | Para Lá da Fronteira                           | Max Brogan                |
| 2010 | Extraordinary Measures                             | Decisões Extremas                              | Medidas Extraordinárias                        | Dr. Robert Stonehill      |
| 2010 | Morning Glory                                      | Uma Manhã Gloriosa                             | Uma Manhã Gloriosa                             | Mike Pomeroy              |
| 2011 | Cowboys & Aliens                                   | Cowboys & Aliens                               | Cowboys & Aliens                               | Coronel Dolarhyde         |
| 2013 | 42                                                 | -                                              | 42 - A História de uma Lenda                   | Branch Rickey             |
| 2013 | Ender's Game                                       | Ender's Game - O Jogo do Exterminador          | O Jogo Final                                   | Coronel Graff             |
| 2013 | Paranoia                                           | Conexão Perigosa                               | Paranoia                                       | Goddard                   |
| 2013 | Anchorman 2: The Legend Continues                  | Tudo por um Furo                               | Que Se Lixem as Notícias                       | Mack Tannen               |
| 2014 | The Expendables 3                                  | Os Mercenários 3                               | Os Mercenários 3                               | Max Drummer               |
| 2015 | The Age of Adaline                                 | A Incrível História de Adaline                 | A Incrível História de Adaline                 | William Jones             |
| 2015 | Star Wars: Episode VII — The Force Awakens         | Star Wars: O Despertar da Força                | Star Wars: O Despertar da Força                | Han Solo                  |
| 2017 | Blade Runner 2049                                  | Blade Runner 2049                              | Blade Runner 2049                              | Rick Deckard              |
| 2019 | The Secret Life of Pets 2                          | Pets: A Vida Secreta dos Bichos 2              | A Vida Secreta dos Nossos Bichos 2             | Galo (voz)                |
| 2019 | Star Wars: The Rise of Skywalker                   | Star Wars: A Ascensão Skywalker                | Star Wars: A Ascensão de Skywalker             | Han Solo                  |
| 2020 | The Call of the Wild                               | O Chamado da Floresta                          | O Apelo Selvagem                               | John Thornton             |
| 2023 | Indiana Jones and the Dial of Destiny              | Indiana Jones e a Relíquia do Destino          | Indiana Jones e o Marcador do Destino          | Indiana Jones             |
| 2025 | Captain America: Brave New World                   | Capitão América: Admirável Mundo Novo          | Capitão América: Admirável Mundo Novo          | General Thaddeus Ross     |
| 2025 | Thunderbolts*                                      |                                                |                                                | General Thaddeus Ross     |

## Prêmios e indicações
Óscar

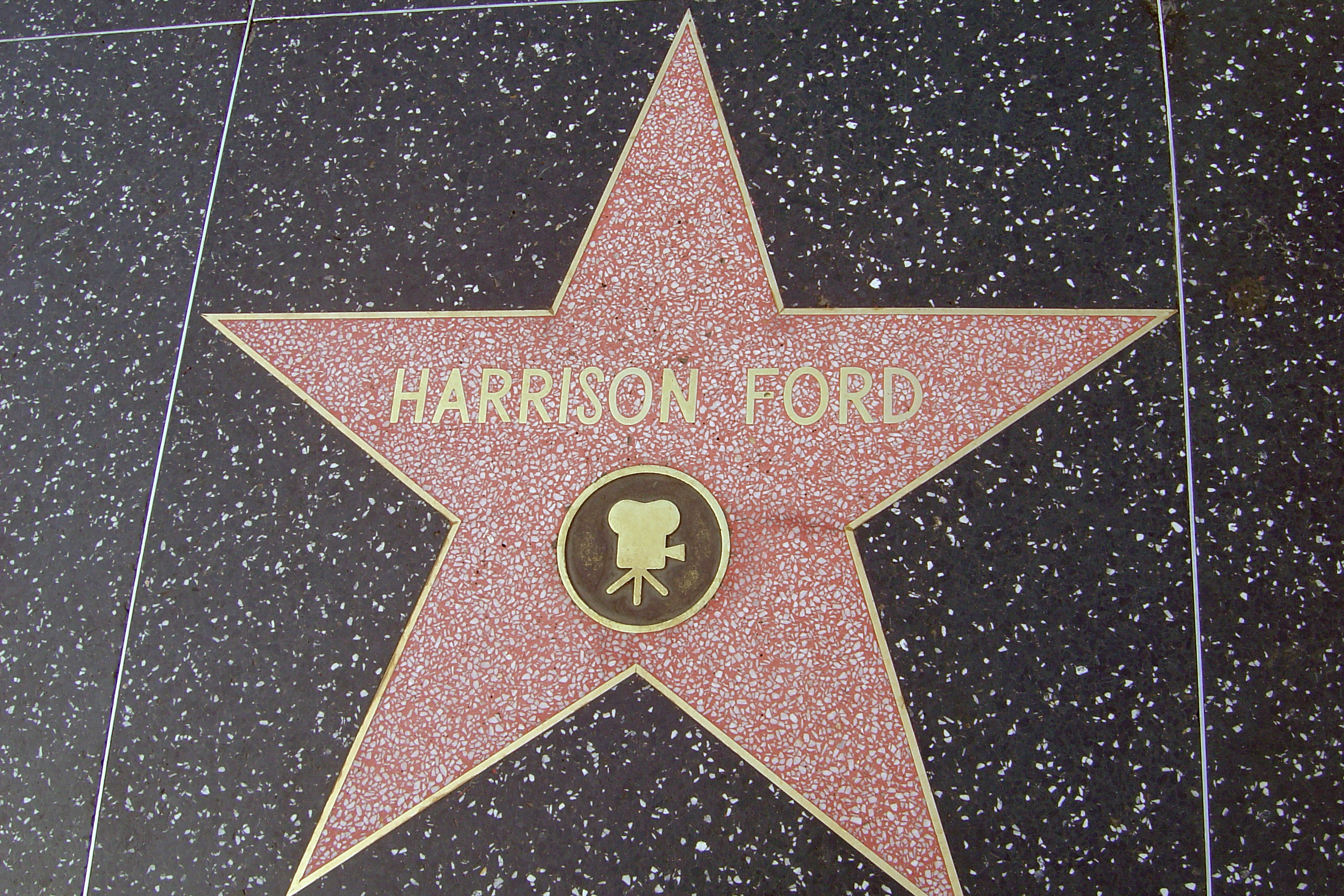
Estrela de Harrison Ford na Calçada da Fama

- Recebeu uma indicação na categoria de melhor ator, por Witness (1985)

Globo de Ouro
- Recebeu três indicações na categoria de melhor ator - drama, por Witness (1985), The Mosquito Coast (1986) e The Fugitive (1993)
- Recebeu uma indicação na categoria de melhor ator - comédia / musical, por Sabrina (1995)

Prêmio Cecil B. DeMille
- Ganhou o prêmio em 2002, concedido pela Associação de Críticos Estrangeiros de Hollywood

BAFTA
- Recebeu uma indicação na categoria de melhor ator, por Witness (1985)

César Honorário
- Ganhou o prêmio em 2010, concedido pela Academia das Artes e Técnicas do Cinema

MTV Movie Awards
- Recebeu uma indicação na categoria de melhor ator, por The Fugitive (1993)
- Recebeu uma indicação na categoria de melhor luta, por Air Force One (1997)
- Ganhou na categoria de melhor dupla, por The Fugitive (1993)